# Čerepovecká přehradní nádrž
Čerepovecká nebo také Šeksninská přehradní nádrž (rusky Череповецкое водохранилище nebo Шекснинское водохранилище) je přehradní nádrž na území Vologdské oblasti v Rusku. Skládá se říční části a Bílého jezera. Přehradní jezero má rozlohu 1670 km². Je 167 km dlouhé a maximálně 20 km široké. Průměrná hloubka je 4 m. Má objem 6,5 km³.

## Vodní režim
Přehradní jezero na řece Šeksně za hrází Čerepoveckého hydrouzlu bylo naplněno v letech 1963-64.
Úroveň hladiny kolísá v rozsahu 1,2 m.

## Využití
Reguluje sezónní kolísání průtoku. Využívá se pro vodní dopravu (je součástí Volžsko-baltské vodní cesty) a energetiku. Na břehu leží města Bělozjorsk a Kirillov.